# Zabranjeni koncert (Prljavo kazalište)
Zabranjeni koncert drugi je album uživo Prljavog kazališta objavljen 1994. godine u izdanju zagrebačke izdavačke kuće InterService. Sam koncert, nazvan "zabranjenim", jer se trebao održati u Zagrebu, ali nije dopušten, održan je "na polutajnoj lokaciji" na radiju Velika Gorica, a snimljen je na audio vrpci (kazeti), i to u ograničenom broju primjeraka. Na albumu se ukupno nalazi 10 pjesama (po 5 na svakoj strani kazete). Pjesma "Uzalud vam trud svirači" je bonus pjesma i nije snimljena uživo.
Na albumu su sudjelovali Jasenko Houra, Nino Hrastek (bas-gitara), Tihomir Fileš (bubnjevi), Damir Lipošek (solo gitara), Fedor Boić (klavijature) i Mladen Bodalec (vokal).

## Popis pjesama
A1
1. "Mojoj majci" 6:25
2. "Pet dana ratujem, subotom se zaljubljujem" 5:09
3. "Marina" 5:07
4. "Tu noć kad si se udavala" 5:38
5. "Ma kog me boga za tebe pitaju" 5:10

A2
1. "Kiše jesenje" 3:39
2. "Kao ja da poludiš" 3:33
3. "Heroj ulice" 9:20
4. "Lupi petama" 7:27
5. "Uzalud vam trud svirači" 3:48

## Izvođači
- ritam gitara, vokal - Jasenko Houra
- vokal - Mladen Bodalec
- solo gitara - Damir Lipošek
- bas gitara - Ninoslav Hrastek
- bubnjevi - Tihomir Fileš
- klavijature - Fedor Boić